# Subilla
Subilla is een geslacht van kameelhalsvliegen uit de familie van de Raphidiidae. 
Subilla werd voor het eerst wetenschappelijk beschreven door Navás in 1916.

## Soorten
Het geslacht Subilla omvat de volgende soorten:
- Subilla aliena (Navás, 1915)
- Subilla artemis (H. Aspöck & U. Aspöck, 1971)
- Subilla colossea (H. Aspöck et al., 1979)
- Subilla confinis (Stephens, 1836)
- Subilla fatma (H. Aspöck et al., 1979)
- Subilla physodes (Navás, 1913)
- Subilla priapella H. Aspöck et al., 1982
- Subilla principiae Pantaleoni et al., 2004
- Subilla walteri (H. Aspöck & U. Aspöck, 1967)
- Subilla xylidiophila (H. Aspöck & U. Aspöck, 1974)